# CRS Racing
CRS Racing est une écurie de sport automobile britannique fondée en 2007 par Chris Niarchos et Andrew Kirkaldy.

## Historique

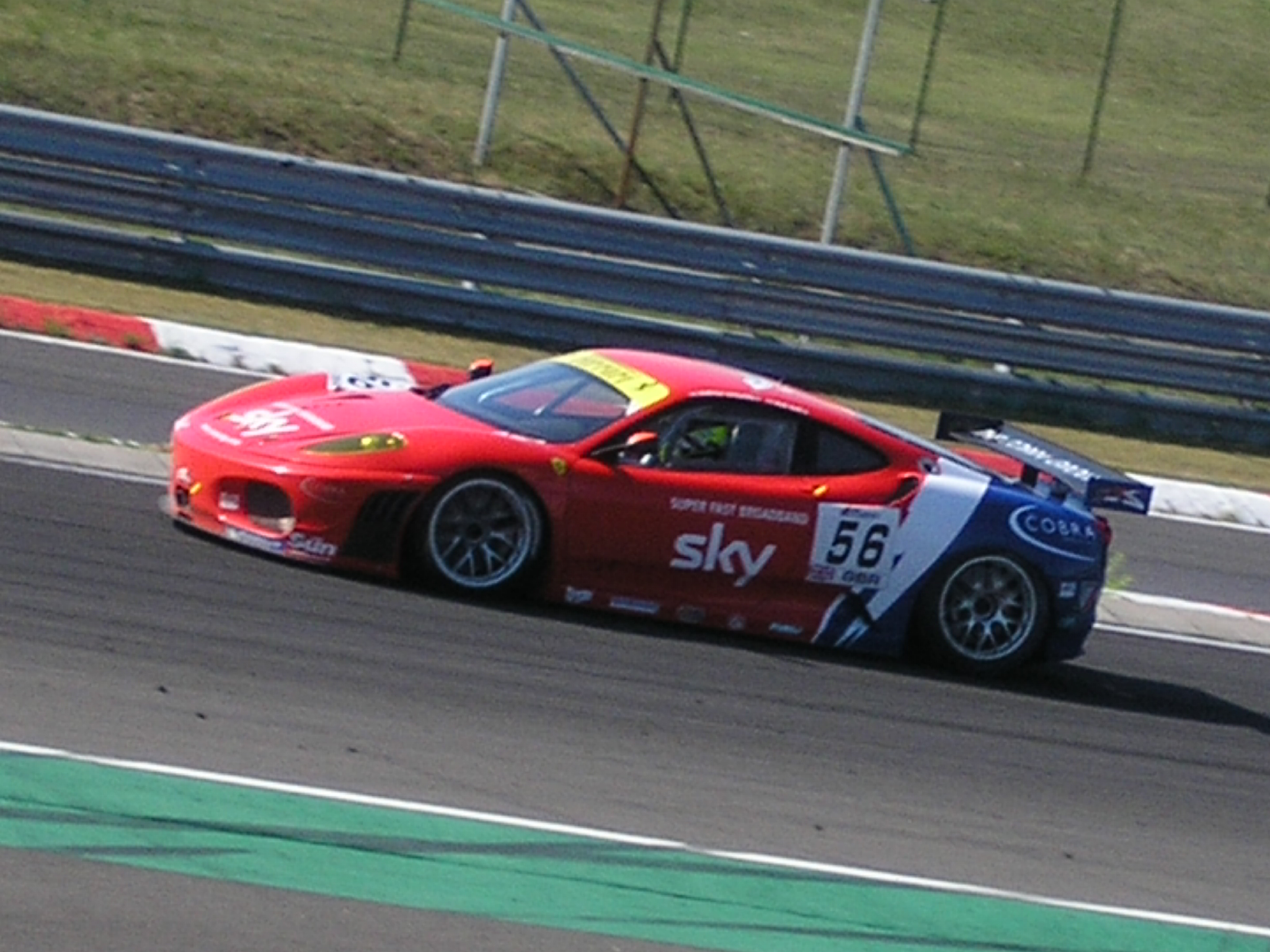
L'une des Ferrari F430 GTC lors d'une manche du championnat FIA GT, à Budapest, en 2009.

En 2008, l'écurie remporte le titre équipe en British GT.
En 2009, CRS Racing participe au championnat d'Europe FIA GT3. En parallèle un programme en championnat FIA GT est prévu.
En 2010, l'écurie engage deux Ferrai F430 GTC dans la catégorie GT2 en Le Mans Series.
L'année suivante, avec les mêmes châssis, l'écurie s'engage dans la catégorie GTE Am en Intercontinental Le Mans Cup. Le directeur de l'écurie, Andrew Kirkaldy est comme il le laisse entendre, très enthousiaste : « L’ILMC représente pour CRS l’occasion de faire quelques-unes des plus grosses courses GT au monde. C’est fantastique pour les pilotes que de participer à une triple couronne comme Sebring, Le Mans et Petit Le Mans. La catégorie GTE Am est un parfait complément pour cette série, et nous pensons qu’elle sera âprement disputée. Pierre y a déjà participé, et sait exactement ce qu’il faut faire. Shaun et Roger ont fait de grandes choses non seulement avec des voitures anciennes très rapides, mais aussi dans les courses modernes auxquelles ils ont participé. De plus, ils ont très bien roulé lors des essais avec la Ferrari en décembre. A eux trois, ils constitueront un équipage très fort ». Cette même année, L’écurie est également présente en GP3 Series. En parallèle, avec une Ferrari 458 Italia GT3, l'écurie remporte un second titre en British GT.

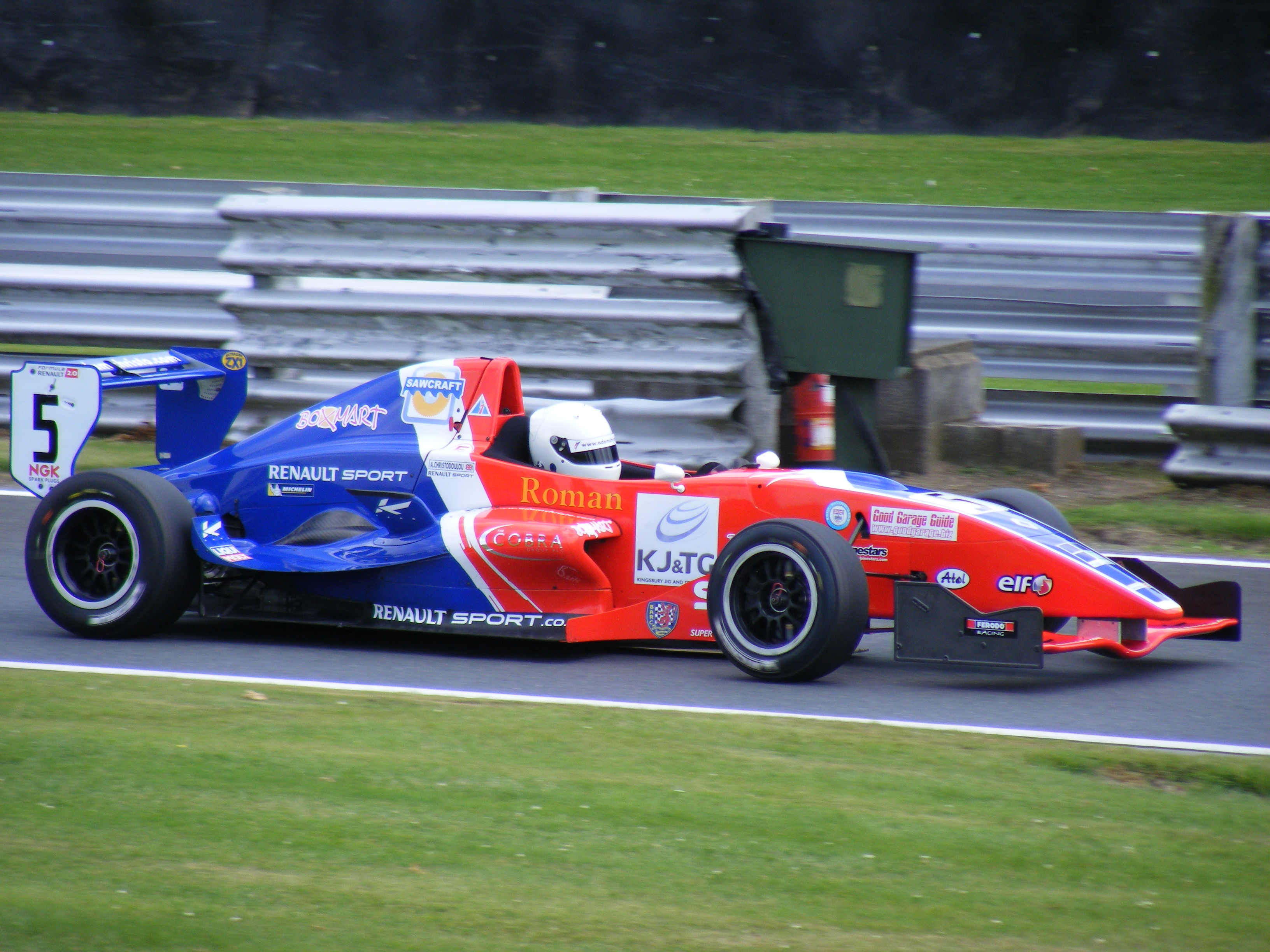
Adam Christodoulou obtient le seul titre pilote de l'écurie (ici à Oulton Park en 2008).

Pour l'année 2012, l'écurie devient partenaire de McLaren Group. L'écurie britannique participe au programme McLaren GT qui consiste à fournir un service technique aux écuries clientes de la McLaren MP4-12C GT3. L'écurie n'est par conséquent plus engagée en compétition sous sa propre bannière. Chris Niarchos, le propriétaire de l'écurie, s'exprime : « Nous y pensons fortement depuis un bon moment. En fin de compte chez McLaren GT nous avons auprès de nos clients de leur fournir le meilleur produit et les meilleurs services possibles. Nous ne voulons pas que cela soit dilué ou vraiment affectés par nos propres programmes de compétition. De même, cela n’a aucun sens de courir contre nos propres clients ». Andrew Kirkaldy, ajoute : « Il va sans dire que nous sommes des compétiteurs dans l’âme et que nous aimons courir. Il est cependant temps pour nous de prendre du recul en tant que team et de donner à nos clients tout ce dont ils ont besoin afin de vaincre sur les circuits avec la 12C GT3 ».